# Kugelbake
Kugelbake er et af træ fremstillet tysk sømærke i Cuxhaven. Målt fra middelhøjvande til midten af den lille kugle er højden 28,4 m. Udtrykket Bake (dansk båke) går helt tilbage til middelalderen, hvor alle sømærker og fyrtårne blev nævnt sådan. Den er Cuxhavens vartegn og er siden 1913 afbilledet i byens våben. En forgænger fungerede som fyrtårn; I nutiden benyttes Kugelbake kun som en turistattraktion. Den danner grænsen mellem havet og Elben.

## Beliggenhed
Kugelbake står ved en stærk benyttet sejlrute i Cuxhaven-Döse og var et vigtigt orienteringspunkt for skibsfarten. Geografisk ender Elben her og Nordsøen begynder. Elbens munding har ved Kugelbake en bredde på cirka 18 km. Kugelbake befinder sig nær Niedersachsens nordligste punkt. Symbolsk betragtet skiller sømærket Elbens- og Weser-mundingsområde fra hinanden.
Båkerne er store trætårne, som langs med kysten advarede mod farlige grunde og sandbanker eller viste søvejen til havne og flodmundinger.

## Historie
Den første 24,4 m høje Kugelbake blev sandsynligvis rejst i december 1703 på foranledning lodsinspektøren Paul Allers, efter at det tidligere pejlepunkt, en gruppe af træer var blevet bortskyllet af en stormflod.
Bygningsværket af træ havde en lang levetid, men måtte på grund af vejrliget, senest efter 30 år fornyes eller istandsættes. Den første fornyelse fandt formodentlig sted i 1737.
Siden 1782 har Kugelbake været forbundet med en dæmning.
1853 blev Kugelbake indrettet som et natlig orienteringspunkt, for at markere den vanskelige farvandskrumning. Fyrtårnet brændte i en hytte, som befandt sig i inde i bygningsværket.
1867 blev Kugelbake placeret på en rund platform af granitblokke.
Under Den fransk-preussiske krig i 1870 blev lyshytten fjernet af taktiske grunde, for at forhindre fjenden i at have et pejlepunkt. Kugelbake-lyset blev fra 1878 kun benyttet som reserve, da et fyrskib erstattede sømærket. Også i begyndelsen af 1. verdenskrig måtte Kugelbake vige. 1924 blev det igen rejst. I stedet for den navngivende kugle blev der på spidsen anbragt to højre vinkelige skiver.

## Båker langs Jyllands vestkyst
Sømærkerne eller båkerne langs den jyske vestkyst er høje trebenede trækonstruktioner, der stammer fra 1884-85 og indgår i et samlet system af sømærker, som det daværende Kyst og Klitvæsen rejste for at forbedre sø-sikkerheden. Af de oprindeligt 23 sømærker blev i 1995 de tilbageblevne 11 indstillet af Det særlige Bygningssyn til fredning.